# La Tribuna illustrata

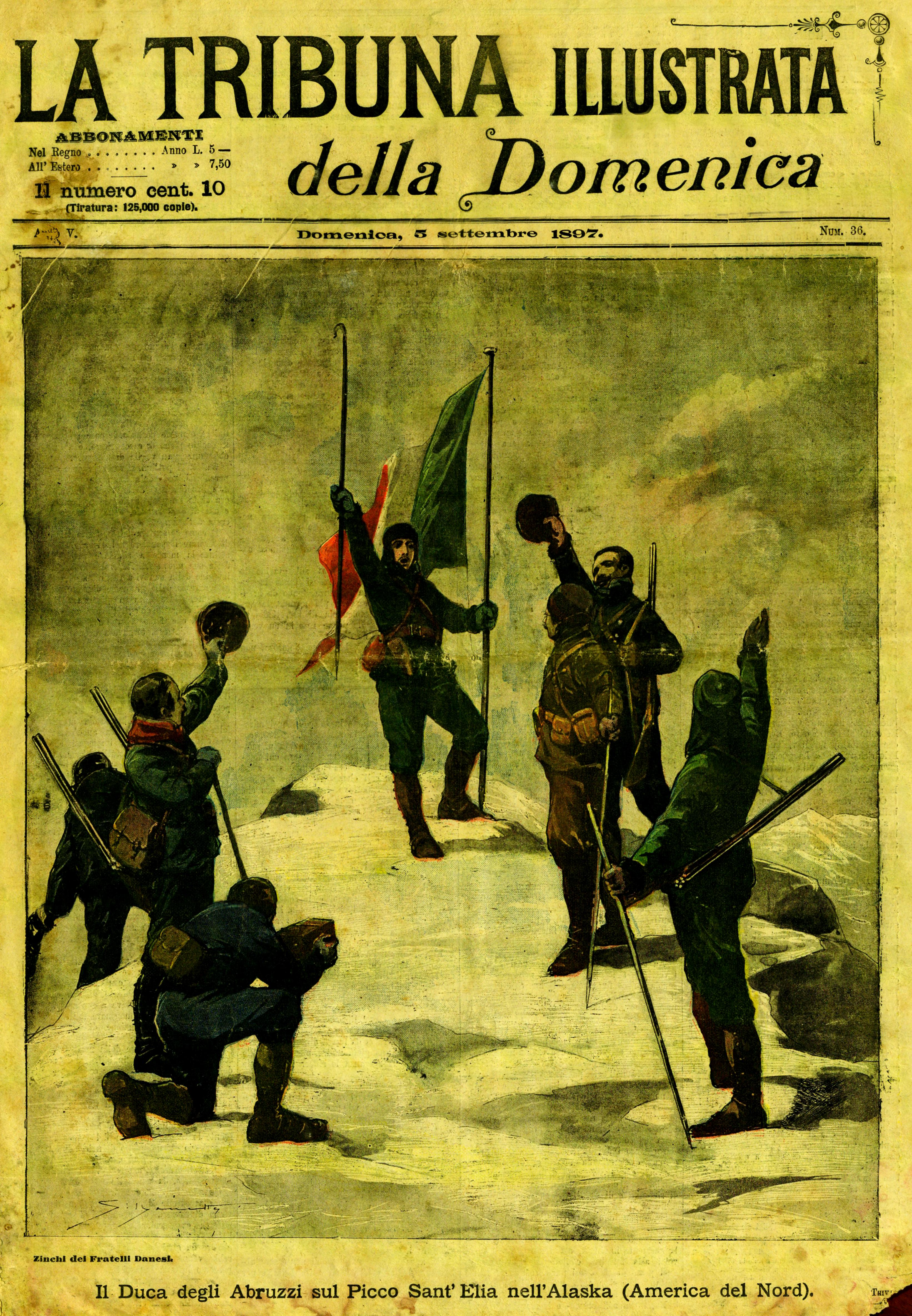
Première page de septembre 1897.

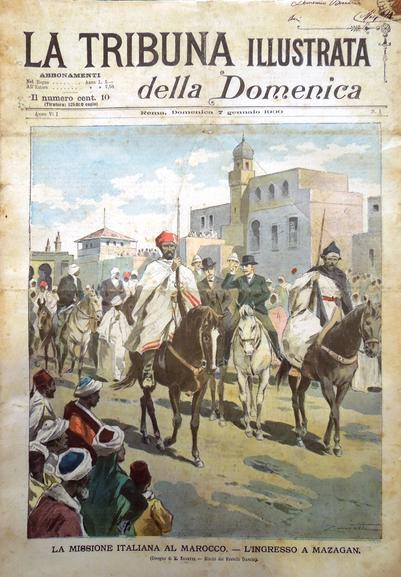
La Tribuna illustrata della Domenica, première page du 7 janvier 1900.

La Tribuna illustrata est une revue hebdomadaire italienne dont le siège est à Rome, publiée de 1890 à 1969. Avec La Domenica del Corriere et L'illustrazione italiana, la revue fait partie des hebdomadaires illustrés les plus lus en Italie depuis la fin du XIXe siècle jusqu'à l'arrivée de la télédiffusion.

## Histoire
Fondé en janvier 1890 comme supplément au journal La Tribuna, le premier numéro paraît, selon les sources, le 6 janvier ou le 16 janvier.
Le format du magazine est de 27 × 38 cm, un format légèrement plus grand que le tabloïd. La première et la dernière pages sont en couleur, dessinées par des peintres et des graveurs confirmés. Chaque numéro contient 16 pages.
En janvier 1893, le supplément hebdomadaire La Tribuna - Supplemento Illustrato della Domenica (« La Tribune - Supplément illustré du dimanche ») est publié. La Tribune illustrée devient mensuelle. Le décompte des millésimes recommence à zéro.
En janvier 1897, la revue, absorbant le supplément, devient hebdomadaire. Le nouvel en-tête est La Tribuna illustrata della domenica (« La Tribune illustrée du dimanche »).
En janvier 1902, le titre devient La Tribuna illustrata (« La Tribune illustrée »).
En 1945-1946, la revue est publiée sous le titre L'Italia illustrata et du 7 avril 1946 jusqu'à la fermeture le 29 juin 1969, elle reprend son titre original.

### Guerre d’Abyssinie
L'histoire de l'hebdomadaire change en 1895. Cette année-là, le gouvernement italien commence les opérations militaires pour la conquête de l'Éthiopie qui catalyse l'attention de tous les Italiens. L'éditeur de la Tribuna illustrata estime que la campagne durera des mois. L'ampleur de l'opération est considérable, des centaines de milliers de soldats seront envoyés en Afrique et coupés de leurs familles.
Ainsi, à partir de décembre 1895, la première page de l'hebdomadaire est presque toujours consacrée au conflit. La lithographie sur la couverture illustre les exploits des soldats italiens au front. À l'intérieur, il y a des photos des soldats et leurs messages à la maison. En peu de temps, la Tribuna illustrata devient le premier hebdomadaire illustré italien. Ce succès incite le journal milanais Corriere della Sera  à faire la même chose et en 1899, l'hebdomadaire La Domenica del Corriere est publié.

### XXesiècle
Dans la première moitié du XXe siècle, la rivalité avec La Domenica del Corriere est forte. Pendant la Seconde Guerre mondiale, les publications sont interrompues de juillet 1944 à mars 1945.
Dans les années 1950, La Tribuna illustrata, après avoir disputé à la Domenica del Corriere la position dominante dans le secteur des hebdomadaires illustrés, perd le combat. Alfredo Pigna, vice-directeur de la Domenica del Corriere est transféré à Rome et entouré de jeunes talents comme Viviano Domenici, Raffaele Fiengo, Gianfranco De Laurentiis, Giovanna Grassi, Bartolo Pieggi, Vincenzo Nani et Graziella Berandi. Le concurrent navigue à plus d'un million d'exemplaires, tandis que les ventes de la Tribuna atteignent 48 000 exemplaires.
Après avoir essayé de garder les deux revues, l'éditeur fait le choix de sacrifier La Tribuna. C'est le début de la fin de l'hebdomadaire historique, dont le dernier numéro est publié le 29 juin 1969.
Le magazine paraît à nouveau, pour 3 numéros, sous la forme d'un bimensuel raffiné, de janvier à mars 1986, avec le sous-titre Rivista di cultura e di immagine (« Magazine de culture et d'images »), publié par la société Struttura editoriale à Milan.